# Thierry Loder
Thierry Loder (Genève, 15 december 1975) is een in Zwitserland geboren voormalig Frans wielrenner die uitkwam voor onder meer Cofidis en AG2R Prévoyance.
Thierry is de zoon van Eric Loder.

## Overwinningen
1995
- Tour du Lac Léman

1998
- 5e etappe Tour Nivernais Morvan

## Resultaten in voornaamste wedstrijden
| Jaar | Ronde van Italië | Ronde van Frankrijk | Ronde van Spanje |
| ---- | ---------------- | ------------------- | ---------------- |
| 1999 |                  | 139e                |                  |
| 2002 |                  | 98e                 | opgave           |